# Garfield, Novi Meksiko
Garfield je popisom određeno mjesto u okrugu Doñi Ani u američkoj saveznoj državi Novom Meksiku. 
Prema popisu stanovništva SAD 2010., imao je 824 stanovnika.

## Zemljopis
Zemljopisni položaj je 32°45′25″N 107°15′52″W / 32.75694°N 107.26444°W (32.756811|-107.266455). Prema Uredu SAD-a za popis stanovništva, zauzima 2,01 km² površine, sve suhozemne.

## Promet
U Garfieldu je poštanski ured ZIP koda 87936. Otvoren je 19. rujna 1896. godine.
 Mjesto je na Državnoj cesti Novog Meksika 187, južno od izlaza br. 51 na Međudržavnoj cesti 25.

## Stanovništvo
Prema podatcima popisa 2010. ovdje je bilo 137 stanovnika, 43 kućanstava od čega 38 obiteljskih, a stanovništvo po rasi bili su 54,0% bijelci, 0,7% "crnci ili afroamerikanci", 8,0% "američki Indijanci i aljaskanski domorodci", 0,7% Azijci, 0% "domorodački Havajci i ostali tihooceanski otočani", 34,3% ostalih rasa, 2,2% dviju ili više rasa. Hispanoamerikanaca i Latinoamerikanaca svih rasa bilo je 83,9%.